# Real Hero
Real Hero – singel Michała Szpaka, promujący album Byle być sobą, wydany 15 kwietnia 2015 nakładem Sony Music Entertainment Poland. Autorem tekstu jest Olivia Morney, muzykę skomponował Jamie Axel.
Piosenka nagrana została także w polskiej wersji językowej – „Jesteś bohaterem”, która została wydana 12 czerwca 2015. Nagranie uzyskało w Polsce status złotego singla, przekraczając liczbę 10 tysięcy sprzedanych kopii.

## Historia utworu

### Teledysk
Teledysk do piosenki ukazał się 15 kwietnia 2015. Autorem zdjęć do pierwszego teledysku promującego nowy album wokalisty Byle być sobą był Janusz Tatarkiewicz. W teledysku udział wzięła partnerka Michała z programu Taniec z gwiazdami Paulina Biernat, kwartet smyczkowy w którego skład wchodzą studentki Akademii Muzycznej w Poznaniu oraz kilkudziesięciu fanów Michała. Teledysk był realizowany w Teatrze Muzycznym w Poznaniu.

### Krajowy Festiwal Piosenki w Opolu
12 czerwca 2015 ukazała się polskojęzyczna wersja utworu „Real Hero” – „Jesteś bohaterem”. 13 czerwca 2015 piosenka została zaprezentowana podczas 52. KFPP w Opolu. Ostatecznie, pokonując dziewięciu rywali, utwór „Jesteś bohaterem” wygrał konkurs SuperPremiery.
5 czerwca 2016 roku na 53. KFPP w Opolu Michał Szpak zdobył z piosenką główną nagrodę – Grand Prix Publiczności – Złote Opole podczas koncertu konkursowego.

## Lista utworów
- Digital download[4]

1. „Real Hero” – 3:40
2. „Jesteś bohaterem” – 3:30

## Certyfikat
| Kraj          | Certyfikat | Sprzedaż |
| ------------- | ---------- | -------- |
| Polska (ZPAV) | złoto      | 10 000+  |